# داگلاس ام-۱
داگلاس ام-۱ (به انگلیسی: Douglas M-1) یک هواپیمای ساختِ کارخانهٔ شرکت هواپیماسازی داگلاس در کشور ایالات متحده آمریکا است. نخستین استفاده‌کنندهٔ این هواپیما خدمات پستی ایالات متحده آمریکا بوده‌است. این هواپیما برای نخستین بار در ۱۹۲۵ میلادی مورد استفاده قرار گرفت.